# Вануату на Олимпийских играх
Делегация Вануату впервые приняла участие в летних Олимпийских играх 1988 года, и в дальнейшем спортсмены этой страны участвовали во всех летних Олимпийских играх.
Всего на летних Олимпийских играх страну представляли 17 мужчин и 8 женщин, принимавшие участие в состязаниях по академической гребле, боксу, дзюдо, лёгкой атлетике, настольному теннису и стрельбе из лука. Самая крупная делегация представляла страну на Олимпийских играх 1992 года (6 человек).
В зимних Олимпийских играх Вануату участия не принимала. Спортсмены этой страны никогда не завоёвывали олимпийских медалей.
Ассоциация спорта и Национальный олимпийский комитет Вануату была создана в 1987 году и в том же году признана МОК.

## Количество участников на летних Олимпийских играх
| Вид спорта           | 1988 | 1992 | 1996 | 2000 | 2004 | 2008 | 2012 | 2016 | Всего |
| -------------------- | ---- | ---- | ---- | ---- | ---- | ---- | ---- | ---- | ----- |
| Академическая гребля |      |      |      |      |      |      |      | 1    | 1     |
| Бокс                 | 1    |      |      |      |      |      |      | 1    | 2     |
| Дзюдо                |      |      |      |      |      |      | 1    | 1    | 2     |
| Лёгкая атлетика      | 3(1) | 6(2) | 4(1) | 2(1) | 2(1) | 2(1) | 2(1) |      | 16(6) |
| Настольный теннис    |      |      |      |      |      | 1(1) | 2(1) | 1    | 3(2)  |
| Стрельба из лука     |      |      |      | 1    |      |      |      |      | 1     |
| Всего спортсменов    | 4(1) | 6(2) | 4(1) | 3(1) | 2(1) | 3(2) | 5(2) | 4    | 25(8) |

- в скобках приведено количество женщин в составе сборной